# Stanisław Piegłowski
Stanisław Piegłowski herbu Nałęcz (zm. przed 6 września 1700) – kasztelan oświęcimski w 1694 roku, chorąży zatorsko-oświęcimski w latach 1691–1694, starosta ujski, dworzanin królewski.
W 1697 roku był elektorem Augusta II Mocnego z księstw oświęcimskiego i zatorskiego, podpisany pod Oznaymienieniem Króla nowo obranego.